# 卫藤昂
卫藤昂（日语：／ Etō Takashi，1991年2月5日—）生于三重县铃鹿市，是一名日本男子田径运动员，主攻跳高，毕业于筑波大学大学院。他在小学三年级时开始接触田径，小学六年级时他在一次跳高比赛中获得金牌，这之后，他开始主攻跳高项目。2015年4月，他从大学毕业，加入AGF铃鹿。